# Giovanni Buonaventura Viviani
Pour les articles homonymes, voir Viviani.
Giovanni Buonaventura Viviani (né le 15 juillet 1638 à Florence et mort en décembre 1692 à Pistoia) est un compositeur italien baroque du XVIIe siècle.

## Biographie
En 1656, à l'âge de 18 ans, Giovanni Buonaventura Viviani est violoniste à la chapelle de la cour d'Innsbruck.
En 1672, il est engagé par l'Empereur comme maître de chapelle.
En 1676, il quitte l'Autriche pour l'Italie.
En 1687, il retourne en Toscane, où il devient maître de chapelle de la cathédrale de Pistoia.

## Œuvres
- 1673 : Op. 1, 12 sonates pour 2 violons, viole basse et basse continue (Venise)
- 1676 : Op. 3, Motets (Augsburg)
- 1677 : Astiage - (teatro San Giovanni e Paolo - Venise)
- 1678 : Capricci armonici da chiesa e da camera, op. 4, per Violino e Basso Continuo (Venise) comprend :
  - 20 sonates pour violon et basse continue,
  - 2 sonates pour trompette et orgue 
    - Sonata Prima, Trompette et orgue, 4 mouvements (andante, allegro moderato, allegro, adagio)
    - Sonata Seconda, Trompette et orgue, 3 mouvements
- 1678 : Scipione Africano (Venise)
- 1678 : Zenobia (Naples) - La partition est perdue
- 1679 : Le fatiche d'Ercole per Dejanire (Naples)
- 1681 : Mitilene, regina delle Amazzoni (Naples)
- 1686 : Elidora ovvero Il fingere per regnare (Saponara - Sicile)
- 1693 : Solfeggiamenti a due voci - Exercices de chant pour 2 voix (Florence)
- (date inconnue) : La vaghezza del fato (Vienne)

## Discographie
- Capricci armonici da chiesa e da camera, op. 4 - Gunar Letzbor, violon ; Andreas Lackner, trompette (30 août-3 septembre 1999, Arcana A 302) (OCLC 48104873)
- Capricci armonici da chiesa e da camera, op. 4 - Sonoko Asabuki, violon ; Marie Nishiyama, harpe ; Marie Nishiyama, clavecin ;  Takashi Kaketa, violoncelle baroque (2020, OMF)